# Hadj Belkheir
Hadj Belkheir (en arabe : الحاج بلخير) est un boxeur algérien né le 12 mai 1977 à Relizane. Il a représenté l'équipe d'Algérie aux Jeux olympiques d'été de 2004.

## Biographie
Il a participé aux Jeux olympiques d'été de 2004 pour son pays natal mais n'a pas dépassé le premier tour dans la catégorie poids plumes (-57 kg) après avoir été vaincu par le futur vainqueur russe Aleksey Tishchenko.
Belkheir a remporté la médaille d'or dans la même catégorie un an plus tôt, aux Jeux africains à Abuja, au Nigéria.

### Palmarès
- Médaillé d'or aux championnats d'Afrique de boxe amateur junior 1996 à Maurice.
- Médaillé d'or en catégorie poids plumes aux Jeux africains de 2003 à Abuja.
- Médaillé d'or en catégorie poids plumes aux Jeux panarabes de 2004 à Alger.
- Médaillé de bronze en catégorie poids plumes aux championnats d'Afrique de boxe amateur 2005 à Casablanca.
- Médaillé d'argent en catégorie poids plumes aux Jeux méditerranéens 2005 à Alméria.
- 5 fois champion d'Algérie.
- 2 fois champion d'Algérie junior.